# Napuljska žuta
Napuljska žuta, koja se naziva i antimonovo žutilo, je anorganski pigment koji se koristio u slikarstvu tijekom razdoblja od 1700. do 1850. Boje se kreću od prigušenog ili zemljanog, crvenkasto žutog pigmenta do jarko svijetlo žute boje. To je ustvari kemijski spoj olovni antimonat (Pb2Sb2O7). Poznat i kao jaune d'antimoine, i jedan je od najstarijih sintetičkih pigmenata. Znalo se da su ga stvorili stari Egipćani.
Olovni antimonat ili napuljsko žutilo je boja otporna na visoke temperature pa se koristi kao keramička boja i za proizvodnju žutog emajla. Srodni mineral je bindheimite. Međutim, ova se prirodna inačica rijetko, ili uopće, koristila kao pigment.
Nakon godine 1800. napuljsku žutu zamijenili su kromova žuta, kadmijev sulfid i kobaltna žuta.

## Napuljska žuta u slikarstvu
Napuljska žuta je stari kemijski preparat koji postoji u tri mat žuta tona. U nijansi se mijenja od boje sumpora, boje slame, sve do crvenkastožutog tona. Slična je olovnom bjelilu po mnogim svojstvima. S uljanim vezivom dobro pokriva, suši brzo. Osušeni premaz je elastičan i trajan. U vodenim vezivima očiglednije pokazuje sve nedostatke. Otrovna je, s njom treba vrlo oprezno rukovati.

### Slike
| | |                                                           |                                                                        |
| Dio strukture olovnog antimonata (Pb2Sb2O7) (crna = Pb, ljubičasta = Sb, crvena = O). Ova struktura ilustrira složenu, polimernu prirodu mnogih anorganskih pigmenata. | Detalj iz "Noćne straže", ulje na platnu Rembrandta (1642.). Napuljska žuta bila je dio uobičajene palete ovog nizozemskog umjetnika. | Slika Édouarda Maneta na kojoj se koristi napuljska žuta. | Reljef glazirane opeke (Ulica procesije u Babilonu, oko 600. pr. Kr.). |